# Zagrammosoma intermedium
Zagrammosoma intermedium är en stekelart som beskrevs av Gordh 1978. Zagrammosoma intermedium ingår i släktet Zagrammosoma och familjen finglanssteklar. Inga underarter finns listade i Catalogue of Life.